# Bivacco Ambrogio Fogar
Il bivacco Ambrogio Fogar è un bivacco situato sull'Alpe Fornalino, in Val Bognanco della Val d'Ossola in Piemonte, a 2.114 m s.l.m.. Si trova quindi sulle Alpi Pennine.

## Storia
Il bivacco è stato intitolato ad Ambrogio Fogar a partire dal 24 agosto 2005, giorno della sua morte.
L'esploratore era molto legato a Bognanco, queste terre sono state anche oggetto di alcune sue imprese.
Nel 1980, per esempio, Ambrogio Fogar, Graziano Bianchi e Ambrogio Veronelli sulla parete est dell'Alpe Fornalino aprirono una via di arrampicata lunga 350 m, fin alla vetta.

## Caratteristiche ed informazioni
Il bivacco, di proprietà di Bognanco, dispone di 12 posti letto.
Si tratta di una costruzione in muratura con il tetto in lamiera. Il bivacco è stato ottenuto ristrutturando, verso la fine degli anni ottanta, una baita.